# Виповзів
Ви́повзів — село в Україні, у Деснянській селищній громаді Чернігівського району Чернігівської області. Населення становить 256 осіб (01.01.2025). Село входить до складу Карпилівського старостинського округу.

## Археологічні розвідки
На північний схід від села виявлено поселення трипільської культури. Багатошарова пам'ятка складається з городища давньоруського часу та поселення трипільської культури. Трипільський шар відкритий на початку XX століття А. Г. Розановим. Матеріали до 1941 р. зберігалися в Чернігівському музеї. Пам'ятка належить до етапу С.

## Історія
1552 року замкове село Выползовъ згадується в описі Остерського замку. Тоді в ньому мешкало принаймні 7 людей.
За часів Гетьманщини село належало до Остерської сотні; 1693 року гетьман Мазепа надав його як маєтність Києво-Братському монастиреві.
За переписом 1897 року в селі мешкали 1132 особи, серед них — 553 чоловіки та 579 жінок. Православними себе назвали 1126.
12 червня 2020 року, відповідно до розпорядження Кабінету Міністрів України № 730-р «Про визначення адміністративних центрів та затвердження територій територіальних громад Чернігівської області», увійшло до складу Деснянської селищної громади.
19 липня 2020 року, в результаті адміністративно-територіальної реформи та ліквідації Козелецького району, увійшло до складу новоутвореного Чернігівського району.

## Політика

### Парламентські вибори, 2019
На позачергових парламентських виборах 2019 року у селі функціонувала окрема виборча дільниця № 740258, розташована у приміщенні клубу.
Результати
- зареєстровано 243 виборці, явка 65,43%, найбільше голосів віддано за «Слугу народу» — 35,67%, за «Європейську Солідарність» — 13,38%, за Радикальну партію Олега Ляшка — 10,83%[13]. В одномандатному окрузі найбільше голосів отримав Борис Приходько (самовисування) — 40,67%, за Сергія Коровченка (самовисування) — 19,33%, за Андрія Коваленка (Разом сила) — 8,67%[14].

## Населення
Мова
Розподіл населення за рідною мовою за даними перепису 2001 року:
| Мова       | Кількість | Відсоток |
| ---------- | --------- | -------- |
| українська | 503       | 96.36%   |
| російська  | 19        | 3.64%    |
| Усього     | 522       | 100%     |

## Пам'ятки, визначні місця

### Воздвиженська церква
Початок історії храму Виповзова сягає доби козацької держави. Найдавніша згадка датується 1766 роком. Щодо часу побудови дерев'яної Воздвиженської церкви села Виповзова згадується в «Алфавитном списке церквей Черниговской епархии» за 1908 рік: «построена кем и когда неизвестно», зазначено лише, що вона перебудовувалася. В Чернігівському облархіві зберігаються сповідальні розписи Воздвиженської церкви за 1798—1818 роки, тож не виключено, що вона була збудована ще у XVIII столітті. У 1876 року виповзівська церква була приписана до Карпилівсько-Виповзівської парафії з центром у с. Карпилівці. Воздвиженську церкву закрили у 1930-х роках, у ній влаштували клуб. Службу в церкві відновили за німецької окупації. У 1958—1960 роках її розібрали.
У церкві правили священики:
- Давидовський Марко (1804);
- Зосимович Василь (1812);
- Сакович Ксенофонт (1885);
- Кожич Іосиф (1887);
- Лісовський Олександр (1888);
- Єзерський Федір (1893—1896);
- Ярошевський Стефан (1897-10.03.1900);
- Свічка Іван (1900—1902);
- Ремболович Іван (1902—1903);
- Хорошилов Михайло (1903);
- монах Малахєй (1941—1943);
- Тройка (1945);
- Малєєв Петро Семенович (до закриття церкви у 1960 році, похований на цвинтарі поруч з церквою)

## Відомі люди
Народилися
- Приходько Олександр Валентинович (1994-2014) — український військовик, боєць 1121-го окремого зенітно-ракетного дивізіону 169-го навчального центру Сухопутних військ ЗС України (Десна). Герой АТО. Загинув в ніч з 26 на 27 вересня, у районі селища Малоорлівка (Шахтарський район Донецька область), під час обстрілу терористами блок-поста підрозділу українських військ з РСЗВ «Град», гранатометів, мінометів і танків. Близько 23-ї години один зі снарядів потрапив прямо в блок-пост.
- Біба Василь Тимофійович — Народний депутат України, член Партії регіонів.